# Basílica de San Pedro de Aram
La basílica de San Pietro de Aram es una iglesia católica de estilo barroco en Nápoles, Italia. Se encuentra a una cuadra de la iglesia de la Santissima Annunziata en Corso Umberto I.

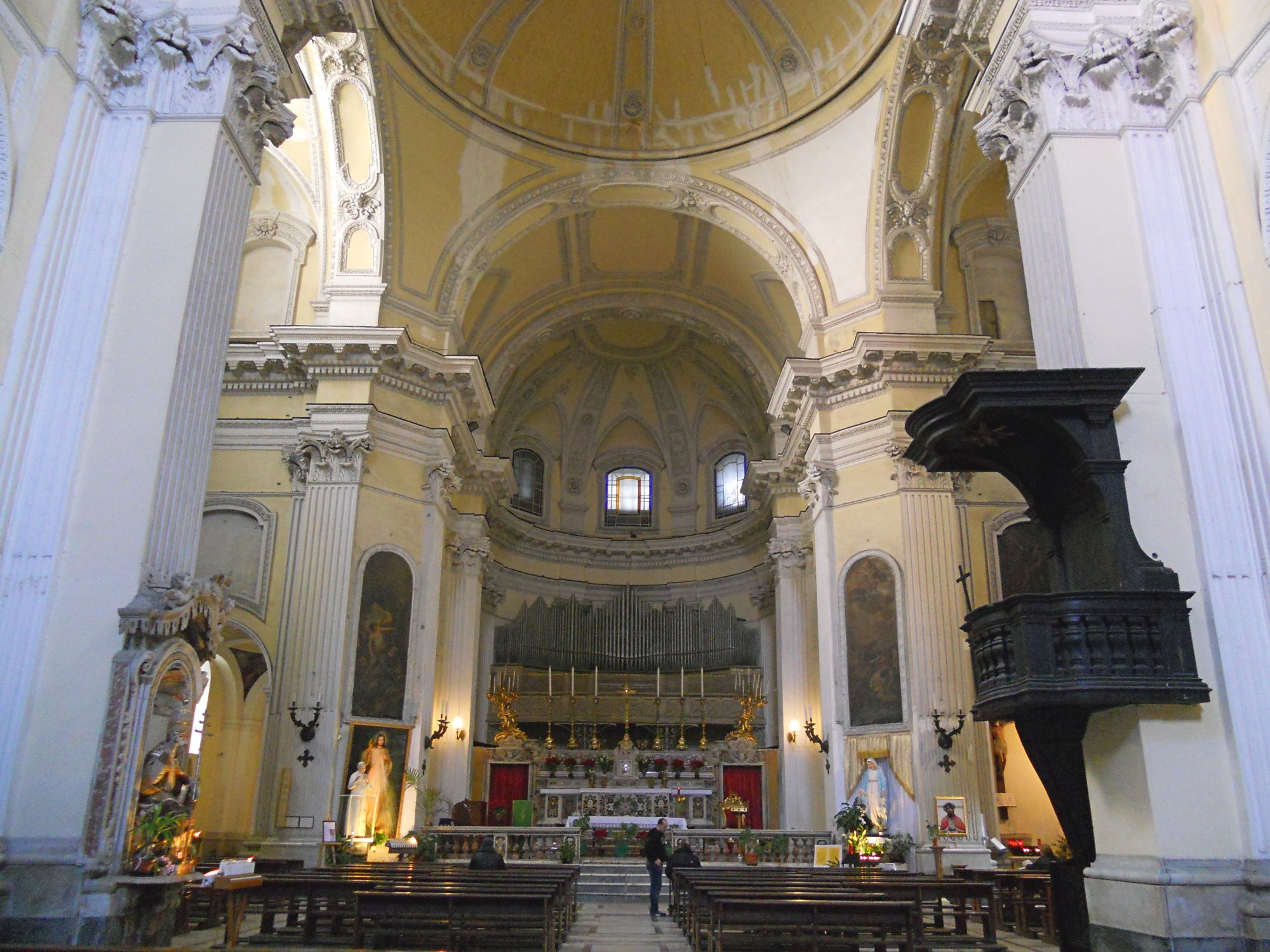
Nave.

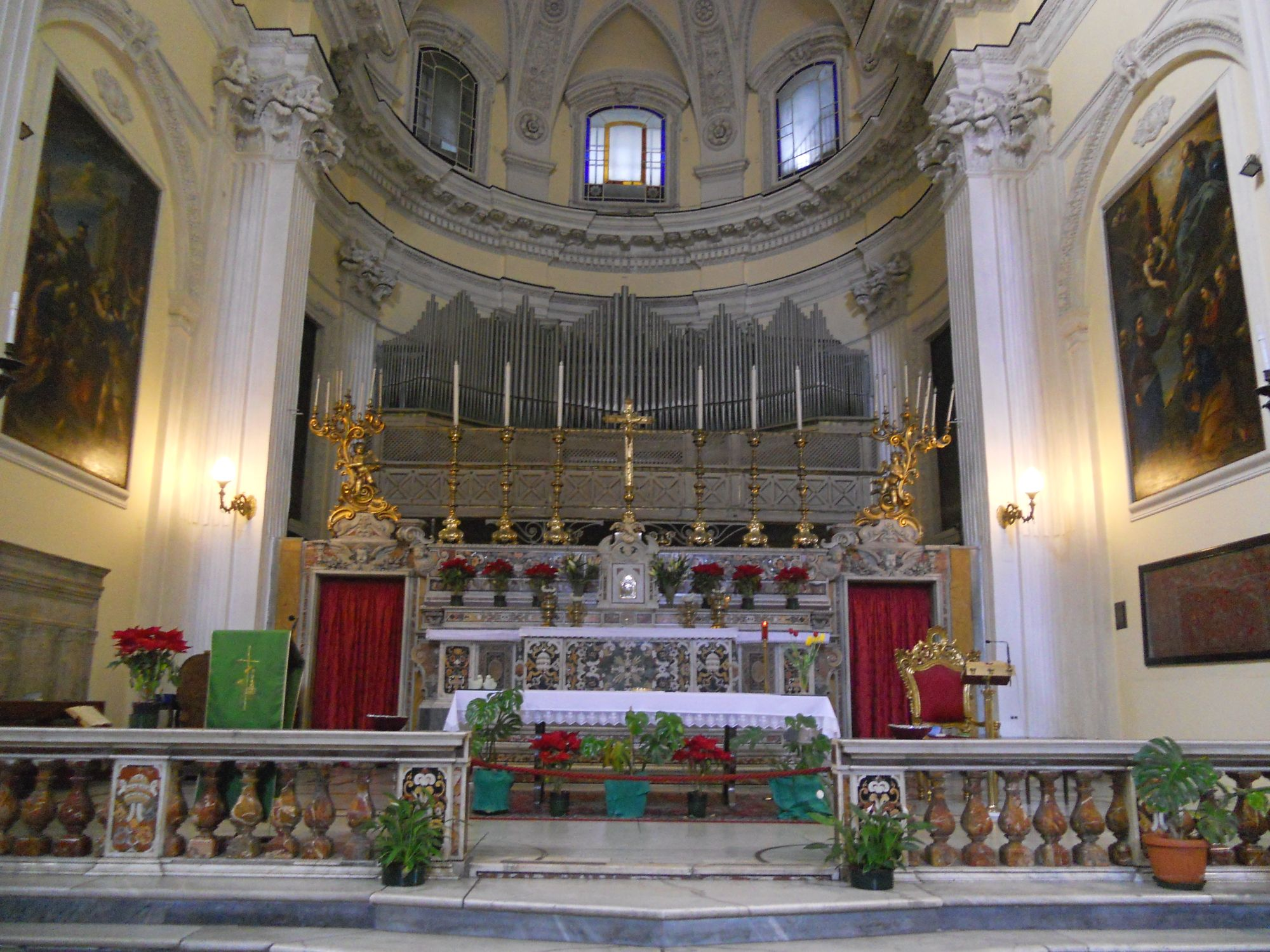
Altar Mayor.

## Historia
Se dice que la iglesia alberga el altar en el que San Pedro predicó durante su estancia en Nápoles y aquí bautizó a los primeros habitantes de esta ciuadad convertidos al cristianismo, Santa Cándida y San Aspreno. En el siglo XVI los papas concedieron a esta iglesia el estatus de lugar de celebración de jubileos ceremoniales para la remisión de los pecados.
La planta de la iglesia es de cruz latina. La estructura actual, construida entre 1650 y 1690, debe su diseño a Pietro De Marino y Giovanni Mozzetta.
El claustro adyacente fue destruido y se pueden ver fragmentos en el santuario de Sant'Aspreno en la plaza Borsa. El portal deriva del Conservatorio dell'Arte della Lana, en vico Miroballo. El vestíbulo tiene frescos atribuidos a Girolamo da Salerno. Tiene un baldaquino de Giovanni Battista Nauclerio.
La primera capilla a la derecha tiene un bajorrelieve que representa la Madonna delle Grazie de Giovanni da Nola; y un retablo del Jubileo (1594) de Wenzel Coebergher. El crucero derecho tiene un San Rafael de Giacinto Diano, un Bautismo de Cristo de Massimo Stanzione y una Virgen con San Felice da Cantalice de Andrea Vaccaro. El presbiterio cuenta con dos lienzos de Luca Giordano: San Pedro y San Pablo se abrazan antes del martirio y una Entrega de las llaves a San Pedro. El coro de madera (1661) fue realizado por Giovan Domenico Vinaccia.
En las capillas restantes hay pinturas de Sarnelli, Pacecco De Rosa, Giacinto Diano, Cesare Fracanzano y Nicola Vaccaro.
Debajo de la iglesia se encuentra una cripta con arte paleocristiano.